# Великомихайлівська бібліотека-філія для дітей
Великомихайлівська бібліотека-філія для дітей — це публічна, культурно-освітня, інформаційна книгозбірня для дітей та керівників дитячого читання КЗ «Публічна бібліотека Великомихайлівської селищної ради», яка знаходиться в с-щі Велика  Михайлівка, Роздільнянського району Одеської області.

## Відділи
Роботу дитячої бібліотеки забезпечують:

## Історія районної дитячої бібліотеки

### Створення бібліотеки
Бібліотека заснована в 1950 році. До кінця 1950 р. в бібліотеці зберігалося 156 екземплярів книг, серед яких були книги багатьох письменників різних країн і, на превеликий жаль, було зовсім мало книг наших українських письменників.
Плинув час, бібліотека поповнювалася літературою, через 10 років її книжковий фонд вже становив біля 16 тисяч екземплярів.
Фонд бібліотеки збагачувався різноманітною літературою, зростала кількість читачів, змінювалися завідувачі бібліотеки, серед яких були професіонали бібліотечної справи: Завойська Лідія Семенівна, Вержбицька Клара Леонідівна, Вакарова Ніна Миколаївна, Гаверська Людмила Федорівна, Терзман Валентина Іванівна, Вакарова Ніна Миколаївна, Бабінчук Людмила Миколаївна, Солянік Ольга Петрівна, Крицька Світлана Олександрівна.
На час створення площа бібліотеки була -12 м ² — невеличка кімната знаходилася при Будинку культури.
З 1956 року було виділено додаткову кімнату, яка збільшила площу бібліотеки до 60 м ² .
В 1989 році бібліотеку було переведено в колишнє приміщення Ощадбанку, тоді площа бібліотеки збільшилася до 100 м ². Це було найзручніше приміщення за всі роки функціонування дитячої бібліотеки.

### Сучасний стан бібліотеки
З 1998 року по теперішній час, бібліотека знаходиться в приміщенні колишньої школи, яка стала прибудовою до центральної частини музичної школи (ліва частина), збудованої після 1823 року, як панський будинок.
Центральна частина приміщення, в якому наразі знаходиться дитяча музична школа, була збудована для сина Івана. Біля будівлі ще й досі ростуть живі свідки тих часів: стара напівзасохла софора і хвойні дерева. Зберігся панський льох, криниця та напівзруйнований басейн.

### Участь в культурному житті району
Творчий колектив бібліотеки постійно проводить культурно-масові заходи та бере участь в різноманітних конкурсах.

#### 2011 рік
Великомихайлівська дитяча бібліотека здобула перемогу у Всеукраїнському конкурсі «Організація нових бібліотечних послуг з використанням вільного доступу до Інтернету»  в рамках реалізації програми Бібліоміст та отримала для користувачів ІЦ чотири комп'ютери. Урочисте відкриття «Інтернет центру РДБ» відбулося  в жовтні 2011 року за участі представників влади, учнів – читачів загальноосвітніх шкіл селища, бібліотекарів ЦБС, друзів та партнерів.

#### 2012 рік
Колектив районної дитячої бібліотеки взяв участь в конкурсі «Поповнення фондів сільських бібліотек та активізація їх культурно — просвітницької роботи з дітьми та молоддю» від Антикризової гуманітарної програми Міжнародного фонду « Відродження» та здобув перемогу у конкурсі. Завдяки програмі Міжнародного фонду «Відродження» фонд РДБ поповнився на 292 примірники нової літератури.

#### 2013 рік
Участь у Всеукраїнському конкурсі «Оживають герої на екрані».

#### 2014 рік
Колектив РДБ взяв участь в обласному огляді- конкурсі "Спільна пошукова і популяризаторська діяльність бібліотек, клубних закладів і краєзнавчих музеїв області до 70 - річчя визволення Одеської області від фашистських загарбників.  

#### 2015 рік
Колектив Великомихайлівської РДБ взяв участь в огляді — конкурсі «Спільна просвітницька і популяризаторська діяльність бібліотек, клубних заходів і музеїв області, як шлях патріотичного виховання» в номінації « Виховання любові до рідного краю, народних традицій, природи, фольклору». В ньому районна дитяча бібліотека посіла перше місце в області.
Читачі районної дитячої бібліотеки взяли активну участь в четвертому дитячому літературному конкурсі «Море талантів». Твори переможців конкурсу — Шевченко Іванни та Берич Діани були внесені в альманах творів лауреатів IV дитячого літературного конкурсу «Море талантів».
Албул Іван — читач РДБ став переможцем І обласного етапу Всеукраїнського конкурсу «Книга пам'яті мого роду» — в номінації «Сімейна книга пам'яті» та посів перше місце на регіональному рівні у віковій категорії учні — читачі 12 -16 років.

#### 2016 рік
РДБ взяла участь в конкурсі дитячої творчості "Мрії про Україну: дитячий погляд".

#### 2017 рік
Колектив бібліотеки взяв участь в обласному огляді-конкурсі, присвяченому 100- річчю Української революції «Спільна просвітницька, популяризаторська діяльність бібліотек, клубних закладів і музеїв області, як шлях патріотичного виховання» в номінації «За кращий масовий захід».

## Галерея світлин

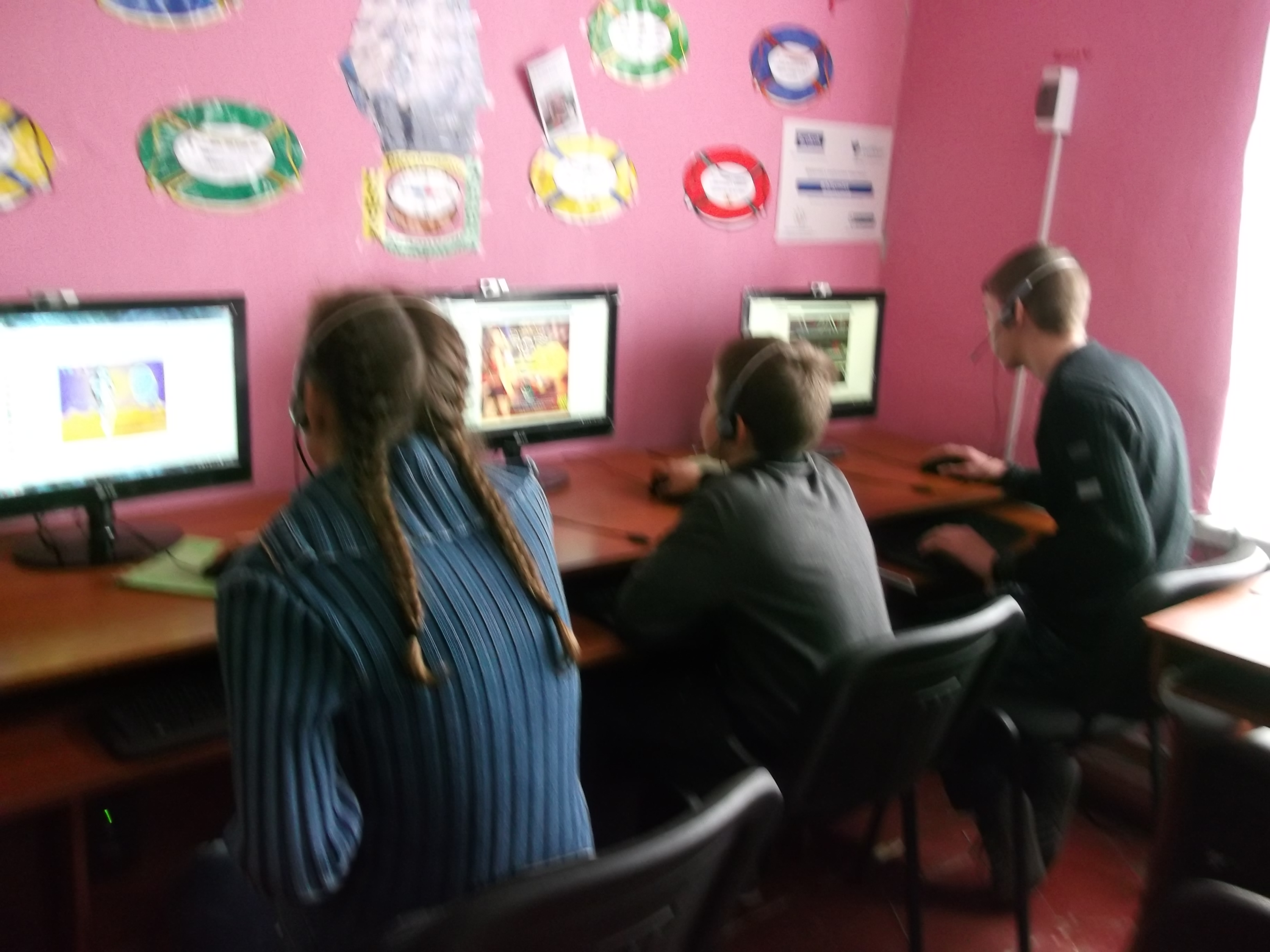
Користувачі "Інтернет-центру"
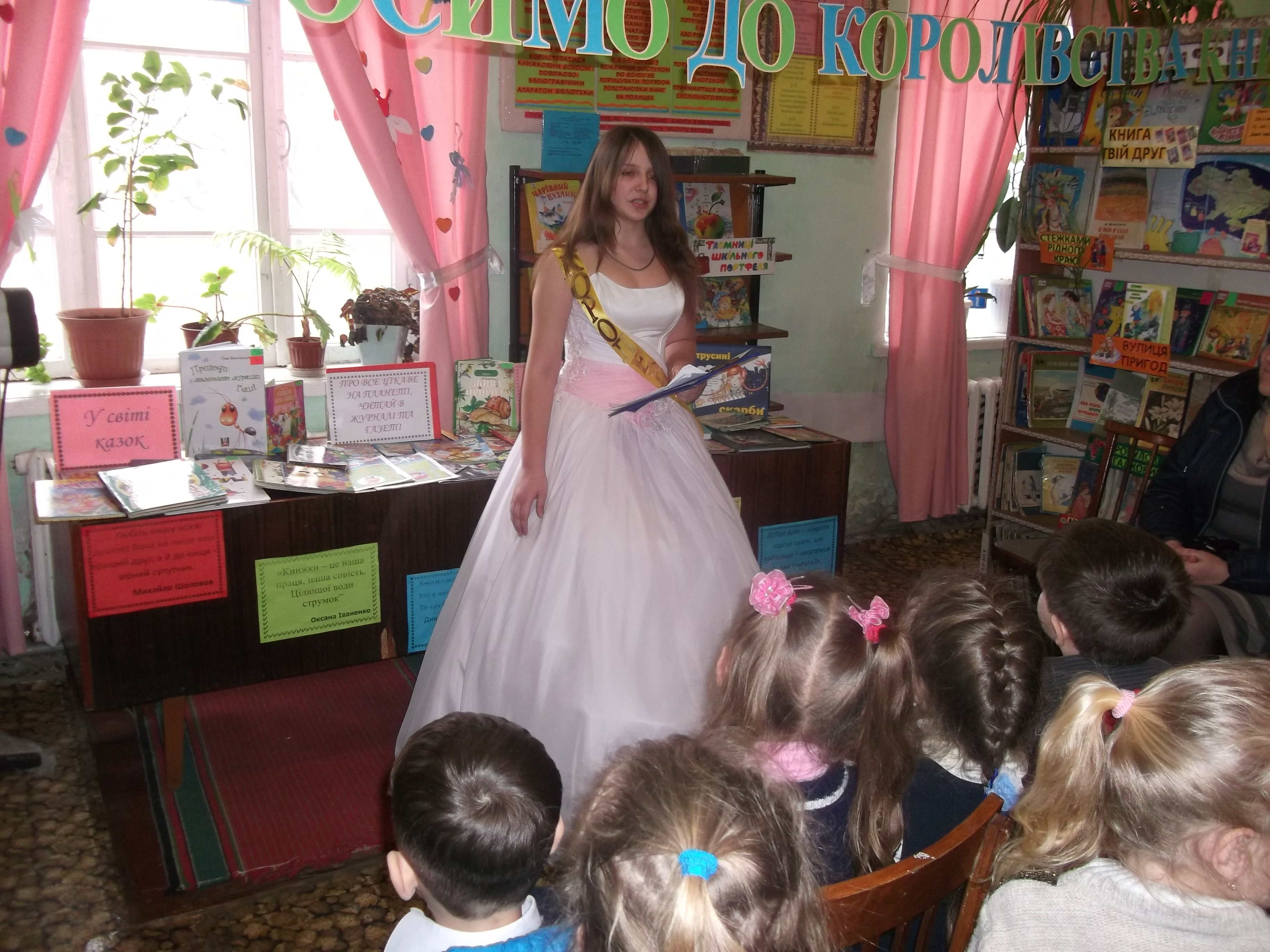
Свято "Посвята в читачі"
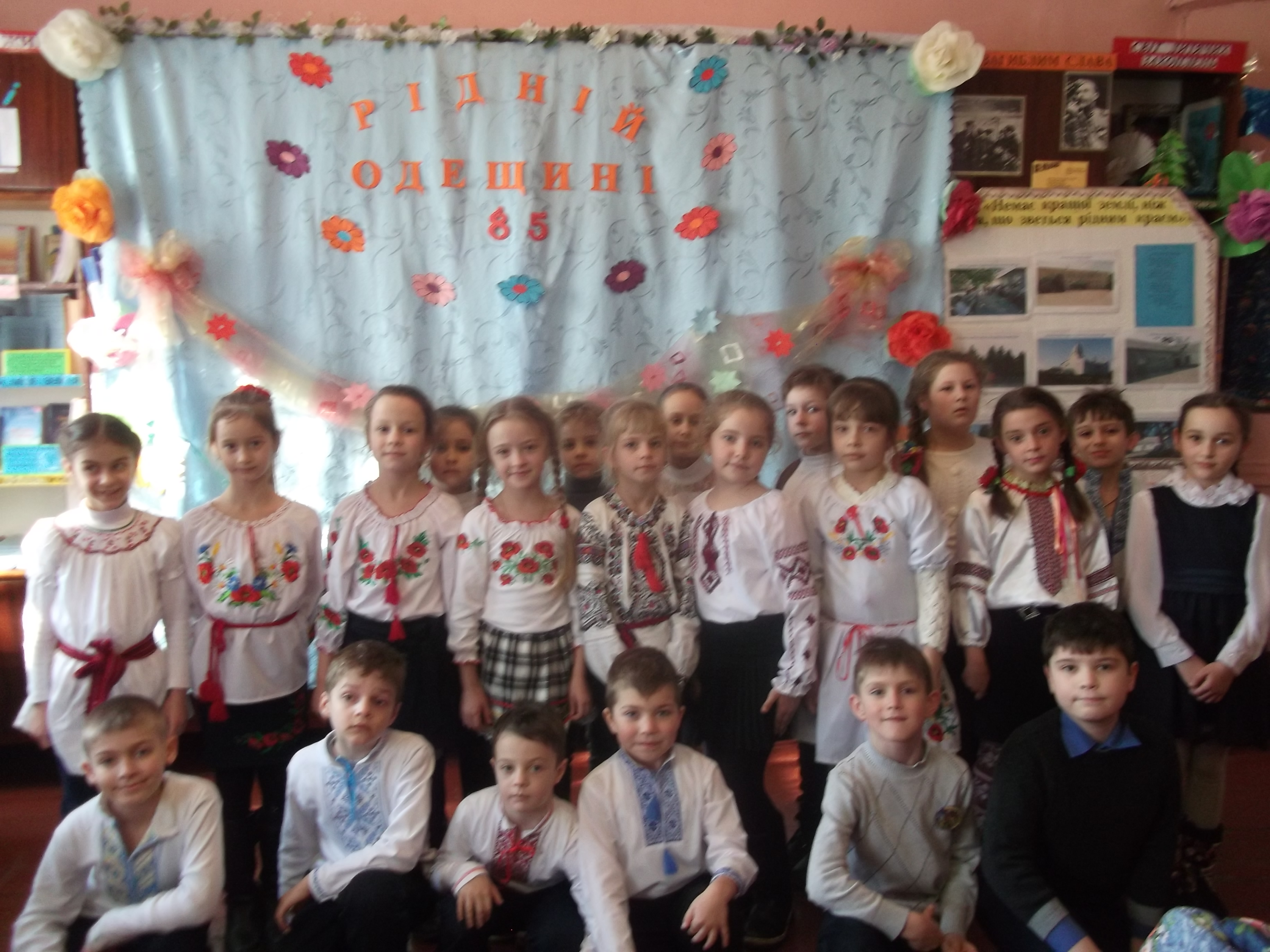
Свято "Одещині 85"
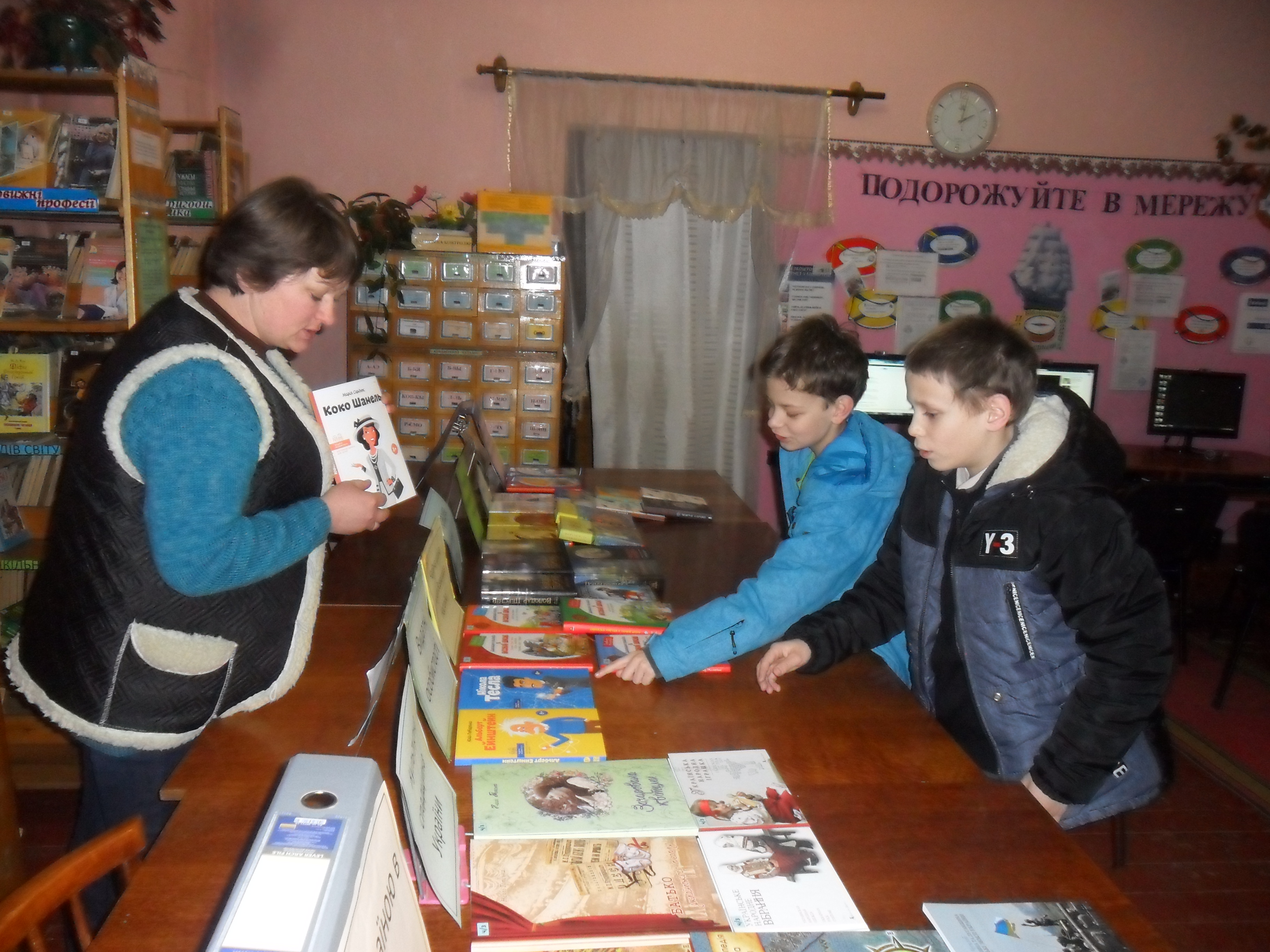
День інформації
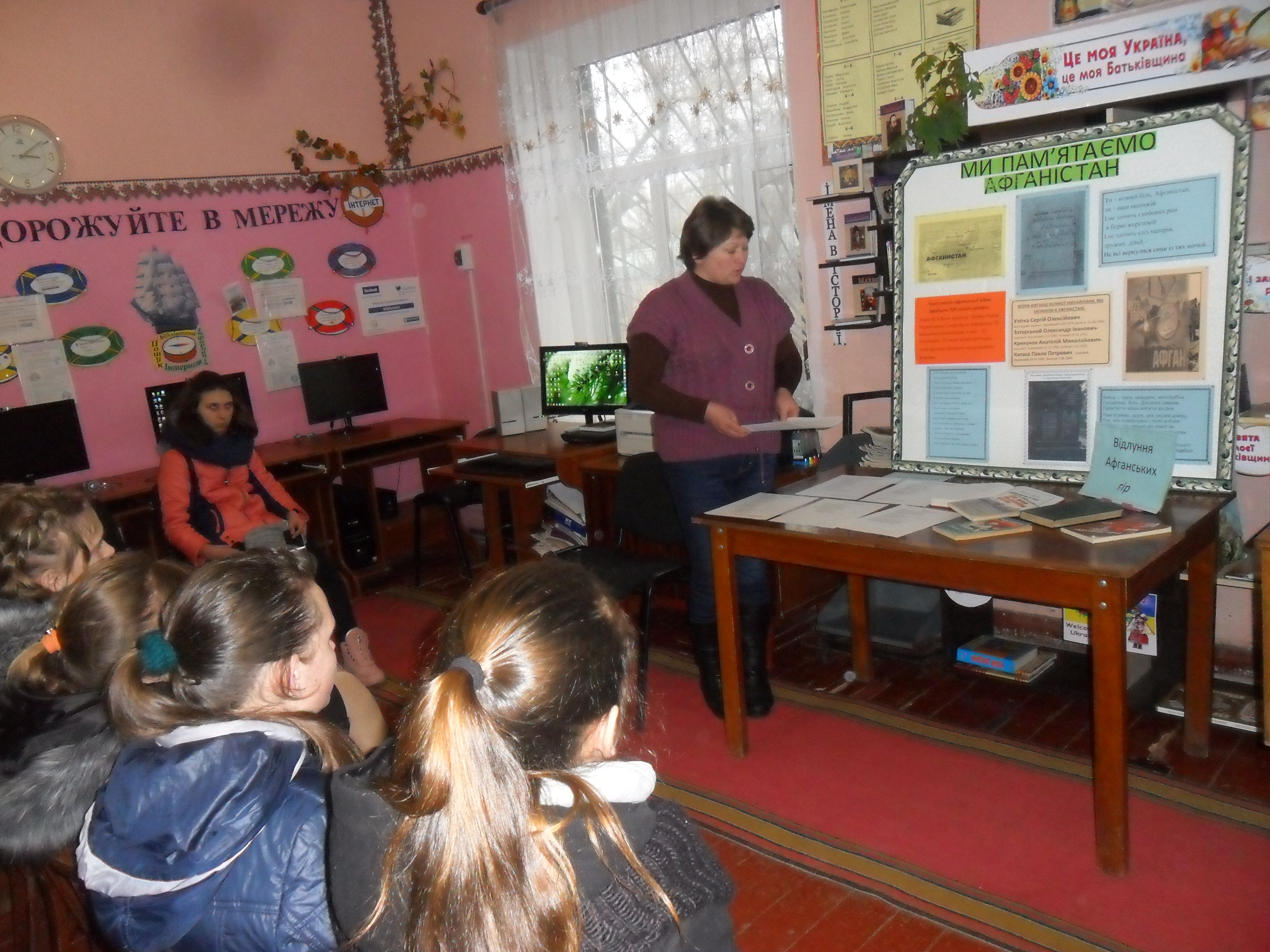
Засідання клубу "Подвиг"
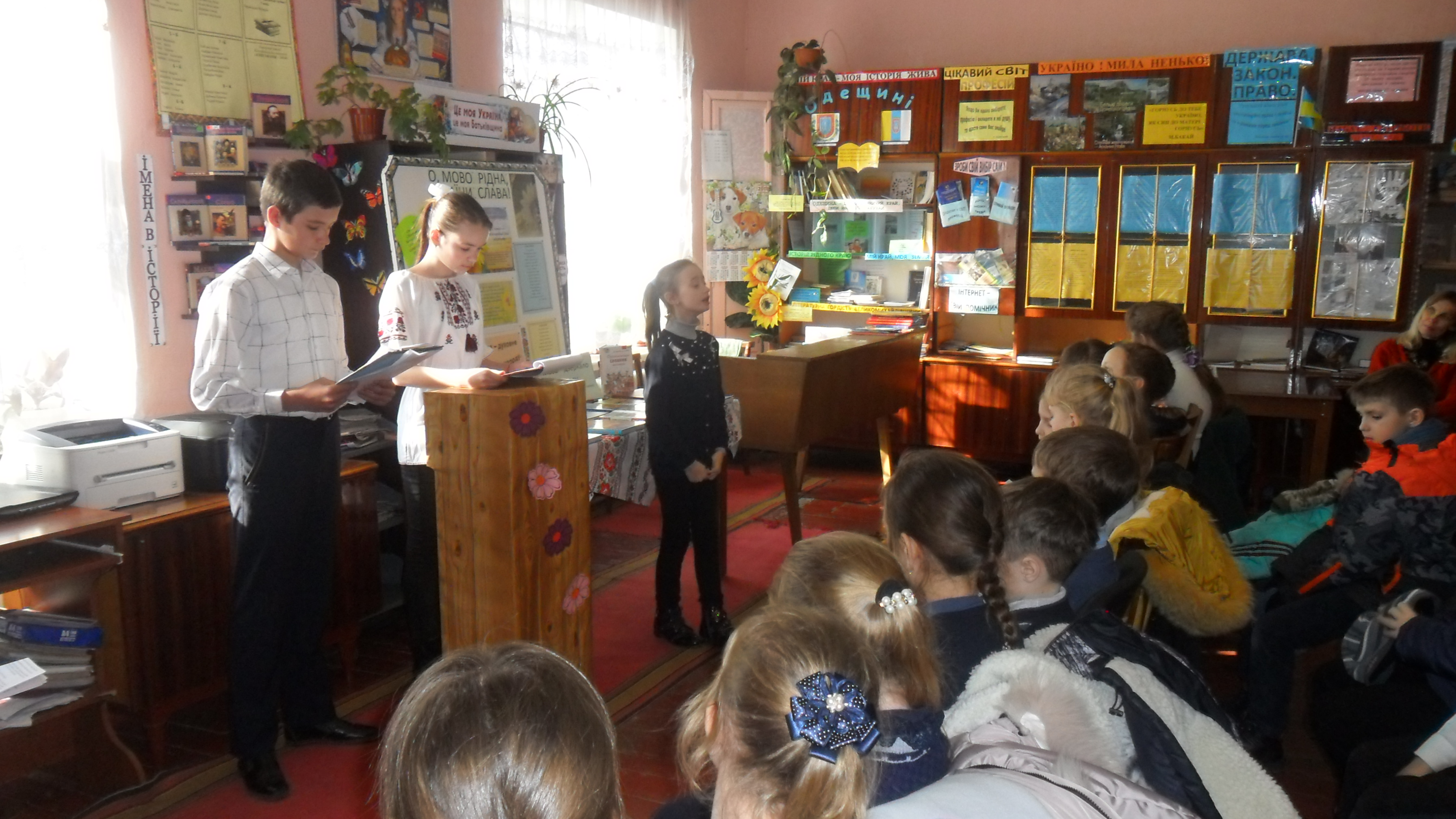
Літературне свято
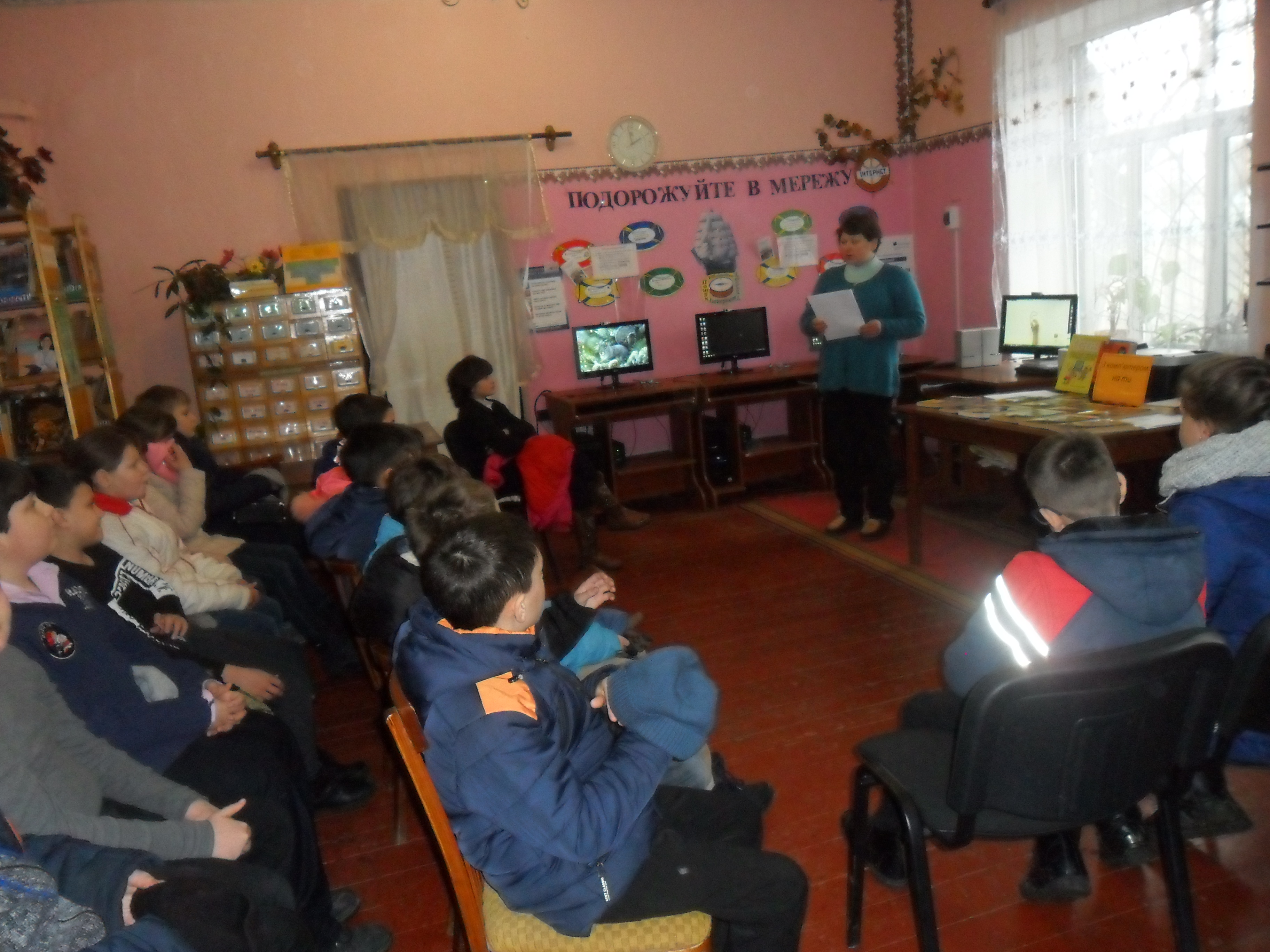
День безпечного Інтернету
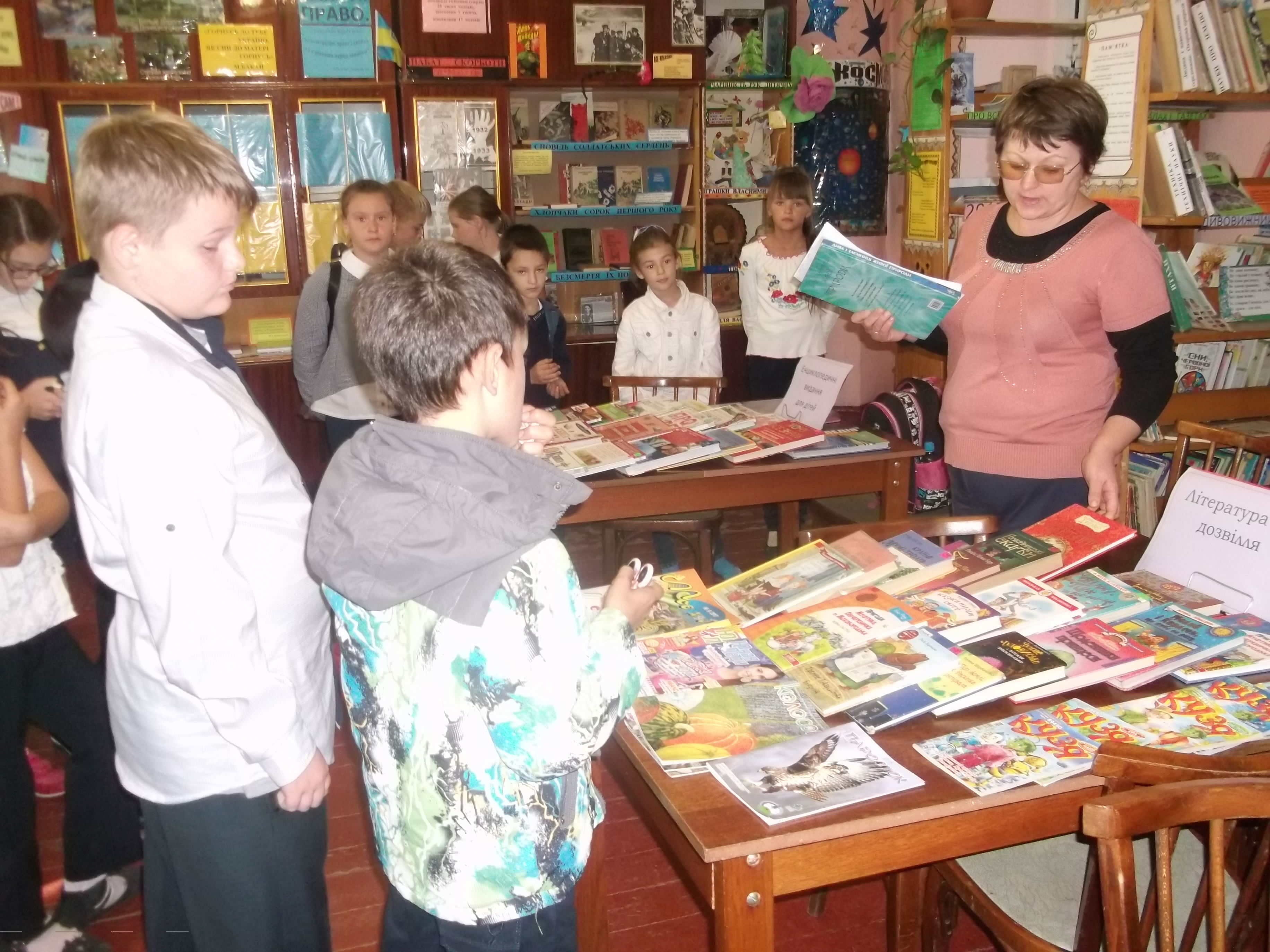
Екскурсія до бібліотеки

## Теперішній склад працівників дитячої бібліотеки
Працює заступником директора по роботі з дітьми — Пинтя Валентина Григорівна, з квітня 2016 року;
у відділі 1 — 4 класів — бібліотекар Неверська Вікторія Валентинівна, з 2004 року;
у відділі 5-9 класів — бібліотекар Кейзі Марія Іванівна, з січня 2017 року.

## Площа теперішнього приміщення дитячої бібліотеки
Загальна площа — 350 м ²
Загальна площа для зберігання фондів — 88 м ²
Площа для обслуговування користувачів — 113 м ²
Місць у читальних залах — 55 м

## Клуби та гуртки дитячої бібліотеки
Для більш ширшого залучення читачів — дітей до бібліотеки організовано гурток та клуби за інтересами. З гуртківцями та членами клубів проводяться заняття та засідання згідно річного плану за різними темами.

### Клуб «Подвиг»
В районній дитячій бібліотеці з 1995 року при відділі 5-9 класів організовано клуб «Подвиг», членами клубу є учні 6-7 класів, засідання членів клубу проходять на героїко-патріотичну тематику.

### Клуб «Профінформ»
Також при відділі 5-9 класів РДБ з 2012 року організовано клуб «Профінформ», членами якого є учні 8-9 класів. Теми засідань клубу «Профінформ» розраховані на два роки, під час засідань учні знайомляться з сучасним світом професій, проводяться анкетування та тестування під час яких визначаються професійні нахили респондентів. Проводяться зустрічі з фахівцями різних професій та організовуються екскурсії до організацій та установ районного центру.

### Школа «Ввічливість»
При відділі 1-4 класів з 2003 року працює «Школа „Ввічливість“» членами школи є учні 3-4 класів, заняття проходять на тематику естетичного виховання. Під час занять гуртківці вчаться правилам гарної поведінки, гарним манерам. Заняття плануються так, щоб вони були завжди цікавими і корисними, серед них тести, вікторини, ігри.

## Фонди
Станом на 1.01.2018 року фонд бібліотеки налічує 20562 примірники. 

З них:
- книг — 20005;
- періодичні видання — 551;
- аудіовізуальні матеріали — 6.

## Режим роботи
- Понеділок — четвер з 8.00 до 17.15
- П'ятниця — з 8.00 до 16.00
- Вихідні дні: субота, неділя.